# 도나토 브라만테
도나토 다뇰로 브라만테(Donato d' Aguolo Bramante, 1444년 ~ 1514년)은 이탈리아의 건축가이다. 교황 율리오 2세의 부탁으로 성 베드로 대성전을 고치기 위해 일생을 바친 건축가이다. 처음에는 로마네스크 건축을 배웠으나, 1499년 로마에 이주하여 고대 건축 양식을 연구하고 중앙당 형식의 성당 건축 양식을 확립하여 명쾌한 선과 웅장한 느낌을 살린 바티칸 궁전, 밀라노의 스포르체스코 성 등 많은 걸작을 남겼다. 그는 르네상스 건축의 선구자로 건축사에서 그가 차지하는 비중이 매우 크다.
그는 레오나르도 다 빈치의 초기시절에 많은 도움을 주었다. 다빈치보다 일찍 밀라노에 와서 스포르차 가문에게 상당한 신망을 얻고 있었던 그는 수학, 류트 등 관심사가 많았던 다빈치와 친해져 스포르차 가문에 그를 추천하려 많은 공을 들였다. 그의 추천으로 인해 다빈치는 흰 담비를 안은 여인, 행성들의 가면극 등의 작품을 남길수 있었다.

## 같이 보기
- 레온 바티스타 알베르티
- 조르조 바사리